# Leucocasia gigantea
Leucocasia gigantea, även kallad det jättelika elefantörat eller indisk taro, är en art av blommande växter. Arten beskrevs första gången av Carl Ludwig von Blume 1857. Det är den enda arten i släktet Leucocasia och familjen kallaväxter. Inga underarter finns listade.

## Bilder

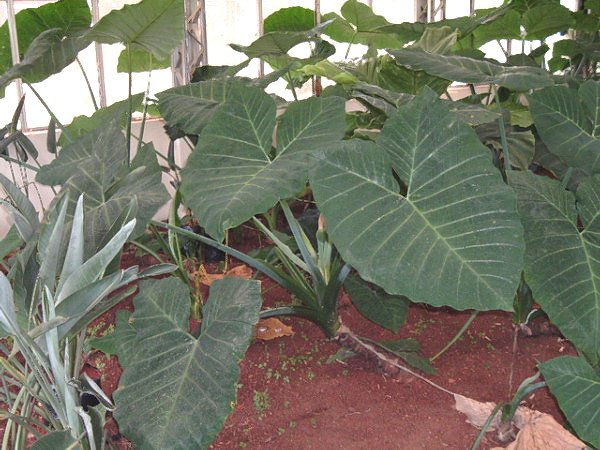
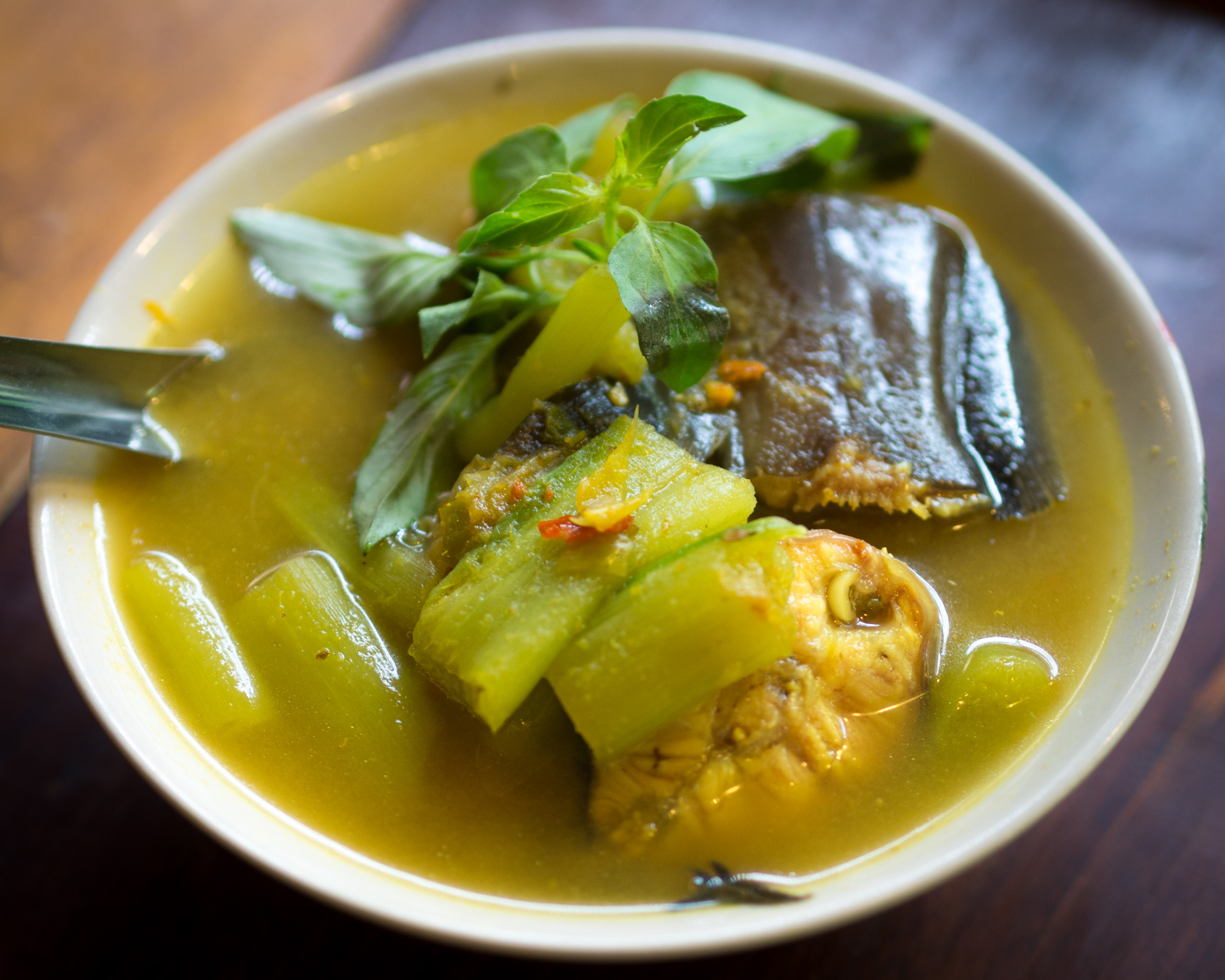